# Madonna of the Streets (film 1924)
Madonna of the Streets è un film muto del 1924 diretto da Edwin Carewe. La sceneggiatura si basa su The Ragged Messenger, romanzo di William Babington Maxwell pubblicato a Londra nel 1904.

## Trama
John Morton, un reverendo che vuole diffondere il più possibile la parola di Cristo, eredita dallo zio una considerevole fortuna. Non passa molto tempo che Morton si sposa, vittima del fascino di Mary Carlson. Ma questa, con raccapriccio, si rende conto che il marito usa il denaro dell'eredità per le sue opere caritatevoli. Il marito, dal canto suo, scopre che non solo la moglie gli è stata infedele, ma che è stata pure l'amante dello zio e che l'ha sposato per entrare in possesso dell'eredità che lei è convinta toccarle di diritto. Morton butta fuori di casa sia la moglie che il segretario infedele. Ma, qualche anno più tardi, si ricrede, pensando di essere stato troppo duro con Mary. Così, quando rivede la moglie in una casa per donne perdute, si riconcilia con lei e la riaccoglie a casa.

## Produzione
Il film fu prodotto dalla Edwin Carewe Productions.

## Distribuzione
Il copyright del film, richiesto dalla Edwin Carewe Productions, fu registrato il 7 ottobre 1924 con il numero LP20639.
Distribuito dalla First National Pictures e presentato da Edwin Carewe, il film uscì nelle sale cinematografiche statunitensi il 19 ottobre 1924.
Non si conoscono copie ancora esistenti della pellicola che viene considerata presumibilmente perduta.